# Lichnanthe albipilosa
Lichnanthe albipilosa är en skalbaggsart som beskrevs av Carlson 1980. Lichnanthe albipilosa ingår i släktet Lichnanthe och familjen Glaphyridae. Inga underarter finns listade i Catalogue of Life.